# Tysobyken
Tysobyken (Oekraïens: Тисобикень Hongaars: Tiszabökény) (eerder Bobove) is een dorp in de gemeente Pyjterfolvo, Oekraïne. In 2001 was 97,65% van de bevolking etnisch Hongaars.
Het dorp ligt ten zuiden van de rivier de Tisza, aan de grens met Hongarije. Het ligt in de Oblast Transkarpatië ten zuidoosten van de rajonhoofdstad Berehove.
In 1971 werd het dorpje Vovtsjanske toegevoegd. 
In het dorp zijn een Hongaars-gereformeerde kerk en een rooms-katholieke kerk te vinden.